# 聖法蘭西斯 (明尼蘇達州)
聖法蘭西斯（英語：St. Francis）是一個位於美國明尼蘇達州安諾卡縣及伊善提縣的城市。

## 人口
根據2020年美國人口普查的數據，聖法蘭西斯的面積為61.50平方千米，當中陸地面積為60.38平方千米，而水域面積為1.12平方千米。當地共有人口8142人，而人口密度為每平方千米132人。